# Claret Quea

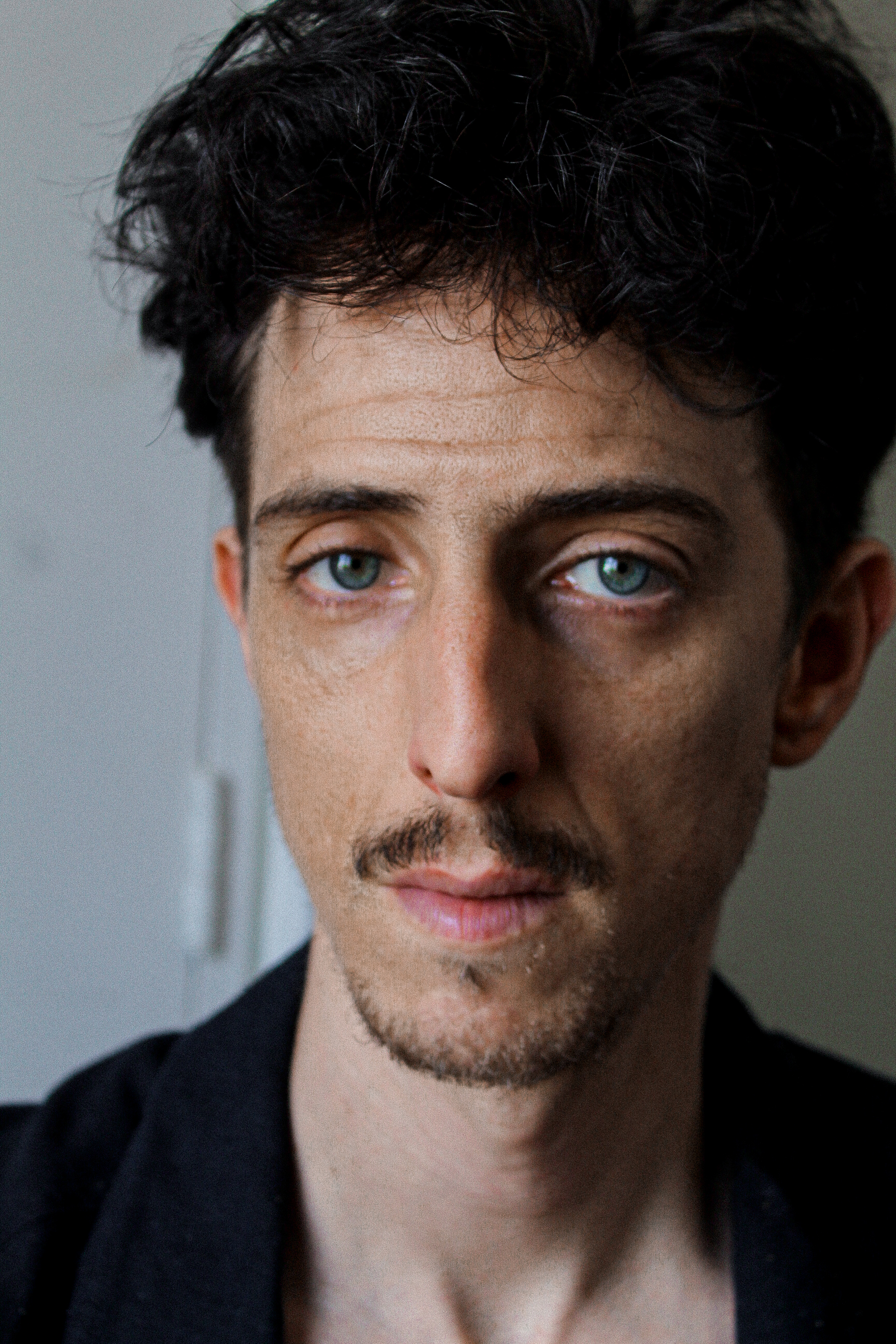
Claret Quea 2024

Richo Claret Quea (Lima; 9 de septiembre de 1989), conocido como Claret Quea, es un actor, director, músico y artista multidisciplinario. Con trayectoria desde el 2009 en teatro, cine y televisión en Perú, Chile, Ecuador y Brasil.

## Biografía
Nació el 9 de septiembre de 1989 en Lima.
Tras concluir la secundaria estudió la carrera de actuación en el teatro de la Pontificia Universidad Católica del Perú (TUC) además de tener estudios de música y canto desde muy joven.Inició su carrera artística en 2009 como actor de teatro.
Su primera dramaturgia Electra: La jaula de las locas fue llevado a escena dirigida por Daniel Cano, y donde también interpretó el papel de Orestes.
En 2018 fue parte del elenco central de la película No me digas solterona bajo el papel del Mota, conformando el reparto junto a Patricia Barreto, André Silva, Yiddá Eslava, Flavia Laos, Angélica Aragón, Diego Carlos Seyfarth, Gino Pesaressi, Marisol Aguirre, Andrés Vílchez, Natalia Salas, Fiorella Rodríguez, Rodrigo Sánchez Patiño y Maricarmen Marín volviendo a interpretar el papel en la secuela de 2022. En el cine también participó en los repartos de las películas Mirror Like (2017) como Gerardo; Retukiri Tukiri (2019) como el payaso Peluffo; Un amor hasta las patas (2019) en el papel de Shaggy; Papá × tres (2019) como Javi; Chocolate (2019) como ladrón; Rómulo y Julita (2020) en el papel de Ermelindo; Encintados (2022) como Hippie Artesano y Vivo o muerto: el expediente García (2024) en el rol del Súper Azul.[cita requerida]
Ha participado también en telenovelas como Mi vida sin ti en el personaje de Eddie «el Grillo» Navarro en 2020, Los Vílchez en el rol de Darko en 2020 y Princesas como Virus en 2021.[cita requerida]
En 2018, participó de la obra teatral San Bartolo para Teatro La Plaza.
A partir del 2020 retoma la producción musical y distintas exploraciones multidisciplinarias como el 'uso escénico de espacios no convencionales'. El 2022 dirige el montaje Autoretrato, escrita por Emanuel Soriano como dramaturgo.
También protagoniza con Malory Vargas la obra teatral El muro de la dirección de Diego La Hoz, interpretando a Mathías, un joven que vive en el extremo de la ciudad donde abunda el hambre y la violencia.
En 2022, dirigió la producción teatral Desbarranco (contando con artistas como Fausto Molina, Emanuel Soriano, Gisela Ponce de León, Amaranta Kun y Rocío Limo) inspirada en la obra La gaviota de Antón Chéjov.
Protagoniza el drama Brotherhood en 2024, junto a las actrices Giselle Collao y Giuliana Muente. En ese año, participó en el elenco de Grandes intenciones de Federico Abrill.
En agosto del 2025 estrena Zafari, película de Mariana Rondón, con el personaje del 'Mataperros'.

## Filmografía

### Teatro
- Electra: La jaula de las locas (2014), Orestes (protagonista).
- Mucho ruído por nada (2016), protagonista.
- San Bartolo (2018-2022), protagonista.[10]
- Propiedad privada (2019), protagonista.
- Los elefantes (2019), reparto principal.
- Autoretrato (2019), director general.
- Una noche con Grotowski (2020), reparto central.
- Desbarranco (2022-2023), protagonista.
- El muro (2022), Mathías (protagonista).
- Rosmery y el libertador (2023), reparto principal.
- Tristeza y alegría en la vida de las jirafas (2023), reparto central.
- Escuela vieja: Todo lo que quiso olvidar (2023), protagonista.
- Sirena: el musical (2023), reparto principal.
- Brotherhood (2024), protagonista.
- Grandes intenciones (2024), reparto central.
- Un Robo Hasta las Patas (2025), personaje de Paul.

### Cine
- Mirror Like (2017), Gerardo (coprotagonista).
- No me digas solterona (2018), Motta (reparto principal).
- Retukiri Tukiri (2019), Payaso Peluffo (reparto principal).
- Un amor hasta las patas (2019), Shaggy (reparto principal).
- Papá × tres (2019), Javi (reparto central).
- Chocolate (2019), Ladrón (antagonista principal).
- Rómulo y Julita (2020), Ermelindo (reparto central).
- No me digas solterona 2 (2022), Motta (reparto central).
- Encintados (2022) como Hippie Artesano (reparto secundario).
- Vivo o muerto: el expediente García (2024), Súper Azul (reparto principal).

### Televisión
- El último bastión (2018), Marcelino (reparto central).
- Princesas (2019), Virus (piloto).
- Mi vida sin ti (2020), Eddie «el Grillo» Navarro (reparto principal).
- Los Vílchez (2020), Darko (reparto recurrente).
- Princesas (2020-2021), Virus (reparto central).
- Brujas (2022), Virus (reparto central).